# أحمد المغسل
أحمد إبراهيم المغسل ولد في (26 يونيو 1967-) في القطيف، هو مواطن سعودي شيعي من اهالي القطيف وزعيم الجناح العسكري لحزب الله الحجاز.

## نشاطاته
تورط المغسل بالعديد من الهجمات في السعودية أولها سنة 1987 حين استهدف منشأة نفطية في الجعيمة في شمال رأس تنورة في المنطقة الشرقية، وفي سنة 1988 استهدف منشآت تابعة لشركة صدف للبتروكيماويات في الجبيل، وتشير المصادر إلى أنه متورط في عدة اغتيالات لشخصيات دبلوماسية بارزة خارج السعودية.

## تفجيرات الخبر
يعتبر المغسل المهندس التنفيذي والمتهم الرئيسي الذي قام بالتخطيط لتنفيذ الانفجار الكبير بصهريج مفخخ في 25 يونيو 1996 واستهدف مجمعاً سكنياً كان يوجد به عسكريون أميركيون من أفراد سلاح الجو الأميركي، ونتج عن العملية مقتل 19 عسكرياً أميركياً، وجرح 372 آخرين، كما أصيب العشرات من جنسيات متعددة، بالإضافة إلى انهيار جزئي للمبنى السكني.
وأعلن مكتب التحقيقات الفيدرالي أن المغسل مطلوبًا أمنيًا لدى السلطات الأمريكية بتهمة قيادة الجناح العسكري لتنظيم حزب الله الحجاز، ولقيامه بعمليات إرهابية استهدفت عسكريين أمريكين ولتآمره في تدمير ممتلكات تابعة للولايات المتحدة، وقد تم تخصيص مكافأة مالية قدرها خمسة ملايين دولار لمن يدلي عن أية معلومات تساعد في القبض عليه. وقد صنف المغسل كإرهابي وتم وضع اسمه ضمن قائمة الإرهاب الدولية لضلوعه الوطيد في العمليات الإرهابية، وعليه تم تسجيله ضمن أهم الإرهابيين المطلوبين عالميًا.

## الاعتقال
اعتقل في عملية استخباراتية في العاصمة اللبنانية بيروت بعد اختفاء دام لعشرين عاما تقريبًا، ونقل إلى الرياض في 25 أغسطس 2015.